# 戊寅元曆
《戊寅元曆》是中国古代曆法，唐朝初年傅仁均、崔善为編纂，屬於陰陽曆。唐高祖武德二年（619年）施行，略称戊寅曆。以武德九年（626年，丙戌年）的16万4348年前戊寅年（公元前163723年）为上元積年。
在每676年设置249閏月，1太陽年={\displaystyle 365{\frac {2315}{9464}}}日（≒365.24461日）、1朔望月={\displaystyle 29{\frac {6901}{13006}}}日（≒29.530601日）。
採用定朔法。為避連四大月，贞观十九年（645年）之后采用平朔法。麟德元年（664年），被《麟德曆》取代。

## 文內注釋
1. ↑  s:新唐書/卷025 十八年，淳風又上言：「仁均曆有三大、三小，雲日月之蝕，必在朔望。十九年九月後，四朔頻大。」詔集諸解曆者詳之，不能定。庚子，詔用仁均平朔，訖麟德元年。